# 格雷戈里 (阿肯色州)
格雷戈里（英語：Gregory）是位於美國阿肯色州伍德拉夫縣的一個非建制地區。該地的面積和人口皆未知。

## 地理
格雷戈里的座標為35°09′19″N 91°20′35″W / 35.15528°N 91.34306°W，而該地的平均海拔高度為61米（即200英尺）。